# Sierra Madres skatt
Sierra Madres skatt (engelska: The Treasure of the Sierra Madre) är en amerikansk äventyrs-westernfilm från 1948 i regi av John Huston. Filmen är baserad på B. Travens roman med samma namn.

## Handling
Tre amerikaner (varav en är spelad av Humphrey Bogart) söker efter en guldåder i Mexico.

## Om filmen
Filmen vann tre Oscar vid Oscarsgalan 1949: bästa regi, bästa manus efter förlaga och bästa manliga biroll (Walter Huston).
Replikutbytet under filmen mellan en mexikansk bandit som utger sig för att vara en federal polis och Dobbs har blivit berömt. Banditen säger att hans grupp är federala poliser, Dobbs frågar då efter deras polisbrickor. Banditledaren svarar då "Badges? We ain't got no badges. We don't need no badges! I don't have to show you any stinkin' badges!" ("Brickor? Vi har inga brickor. Vi behöver inga brickor! Jag behöver inte visa dig några jävla brickor!") Ofta återges citatet något inkorrekt som "We don't need no stinking badges!" ("Vi behöver inga jävla brickor!").

## Rollista i urval
- Humphrey Bogart - Fred C. Dobbs
- Walter Huston - Howard
- Tim Holt - Bob Curtin
- Bruce Bennett - James Cody
- Barton MacLane - Pat McCormick
- Alfonso Bedoya - Gold Hat
- Arturo Soto Rangel - El Presidente